# The Pizza Company

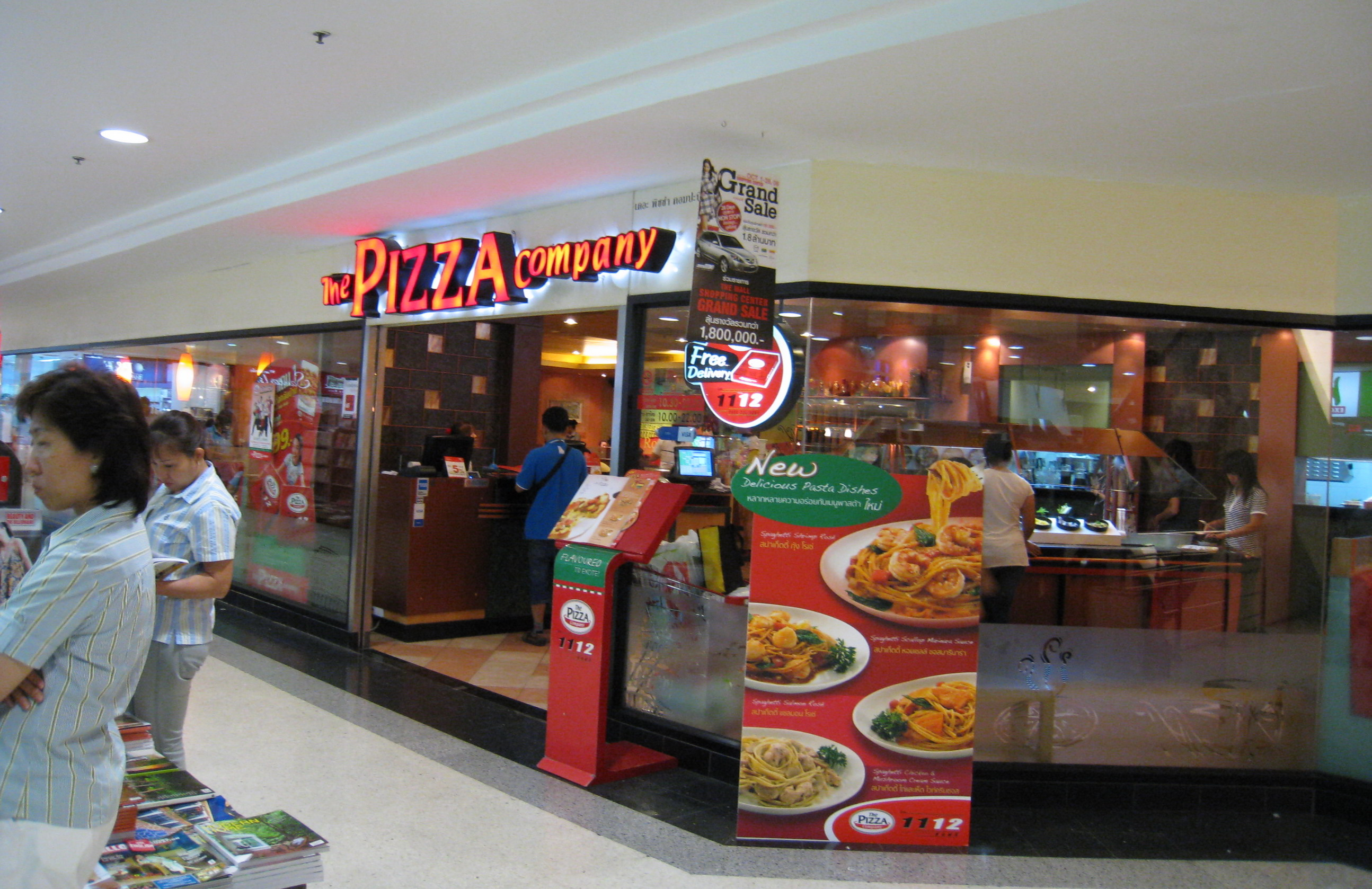
„The Pizza Company“-Filiale in einem Einkaufszentrum in Bangkok

The Pizza Company (thailändisch เดอะพิซซ่าคอมปะนี, də̀ pʰitsâː kʰɔːmpàniː) ist die derzeit größte Restaurantkette für Pizza in Thailand und ist seit 2003 auch international tätig.
Von 1980 bis 2000 war die Minor Food Group der Franchisenehmer der US-amerikanischen Pizza-Hut-Kette in Thailand. Nach Streitigkeiten mit dem Franchisegeber wurde die Restaurantkette in The Pizza Company umbenannt und im März 2001 neu eröffnet. Damit war The Pizza Company von Beginn an Marktführer im Bereich Pizza in Thailand mit heute 120 Filialen (weltweit 260; Stand 2019).
The Pizza Company konkurriert auch in chinesischen Städten unter dem Namen Pǐnqí 品奇 mit Pizza Hut.